# Siena Calcio Femminile
L'Associazione Sportiva Dilettantistica Siena Calcio Femminile è stata una società di calcio femminile italiana, la principale della città di Siena.

## Storia

### Gli albori
La genesi del calcio femminile in terra senese è da imputarsi alla calciatrice Vanna Landi, che nel 1968 ottenne il sostegno della A.c.f. Fiorentina, allora in A, e riuscì a formare con alcune colleghe una squadra denominata A.C.F. Chiantigiana, colori sociali viola. La squadra non disputava campionati, ma solo qualche amichevole, fra cui una proprio con la Fiorentina che terminò 6-0 per le gigliate. A Siena, intanto, si andò costituendo il San Prospero. 
La svolta avvenne tuttavia con l'interesse di Sergio Nannini, cugino del più celebre Danilo, il quale nel 1969 entrò nel consiglio della Chiantigiana, divenuta Amaranto su spinta del nuovo sponsor, i "Vini Brolio". Nannini spinse per lo svolgimento di amichevoli con formazioni di alto livello, per preparare nelle sue intenzioni l'esordio nel campionato competitivo U.I.S.P.. 
In quegli anni, infatti, l'U.I.S.P. senese era molto attiva rispetto alle altre corrispettive delegazioni, tanto da risultare una delle prime in Italia riguardo al calcio femminile.
Nel 1970, fu organizzato dall'U.I.S.P. un Campionato provinciale, che vide la presenza di numerose squadre appena formatesi, quali il Quercegrossa, l'Abbadia San Salvatore, il San Prospero e la Chiantigiana, mutò da allora nome in A.C.F. Siena - Gaiole. Nel 1971, con la scomparsa del San Prospero, la squadra si rafforzò e decise di iscriversi al campionato di Serie C, allora interregionale, cogliendo un sorprendente secondo posto. Fu svolta anche una amichevole internazionale con lo Slavia Praga, terminata 3-1 per le cecoslovacche.

### La Serie A del 1974
Nel 1972 la squadra riceve il riconoscimento ufficiale, per mano del Sindaco Roberto Barzanti e del presidente del Siena Vittorio Beneforti, mutando il nome in A.C.F. Siena e i colori sociali in bianco nero; pur non avendo campi per allenarsi, ed arrangiandosi a Pian del Lago, una radura poco fuori dalla città, il Siena vince il campionato ottenendo la promozione in serie B.
La società, grazie agli ottimi rapporti intrattenuti con Firenze, costruì una rosa competitiva, terminando il girone tosco-umbro di Serie B imbattuta e cogliendo a sorpresa la promozione in Serie A. 
Questo successo finì tuttavia per creare una spaccatura fra quelli che sostenevano la necessità di uno sforzo per disputare il campionato, e quelli che invece tiravano per il verso opposto, consci delle esigue disponibilità economiche societarie. Alla fine, non solo il Siena rinunciò all'iscrizione in massima serie, ma cessò addirittura la propria attività.

### La prima rifondazione del 1987
Dieci anni dopo, nel 1983, a Colle di Val d'Elsa fu formata una squadra, che riportò il calcio femminile in provincia. 
Passarono quattro anni, e nel 1987 una squadra denominata Siena Calcio Femminile fu iscritta in Serie C. Sergio Nannini è nuovamente nel consiglio direttivo, ed ottiene la sponsorizzazione da Nannini. La squadra riporta subito un buon terzo posto, per poi ottenere nel 1989 la promozione in Serie B. Tuttavia, la storia si ripeté, e dopo la rinuncia alla serie B, la società proseguì per tre anni l'attività per poi sciogliersi nuovamente.

### La seconda rinascita: San Gusmé, San Miniato, Siena Nord
E' all'alba del nuovo millennio, che torna a muoversi qualcosa nel senese. Sono, in questi anni, le società Siena Nord e G.S. San Miniato a portare avanti l'attività. Contemporaneamente, anche nella piccola frazione di San Gusmè si forma una squadra femminile, che il presidente Landozzi iscrive con la matricola della defunta società di calcio maschile locale, datata 1930. Nel 2003, si decide di riunire le varie squadre in un'unica entità denominata Senese San Gusmè, colori sociali nero-verde, che conserva la matricola del San Gusmè e di conseguenza l'anzianità di affiliazione di oltre 70 anni. Il neonato sodalizio viene iscritto al campionato regionale di Serie D, ultima categoria regionale del calcio femminile.

### La scalata verso la A
Dopo qualche anno d'assestamento, la Senese raggiunge la Serie C, la massima serie a livello regionale: dopo un terzo posto nel 2004-2005, nel 2005-2006 le neroverdi vincono il proprio girone e ottengono la promozione in Serie B. Grazie all'aiuto del Monte Dei Paschi, la società si iscrive, e decide di ridare alla squadra la vecchia denominazione di "Associazione Sportiva Dilettantistica Siena Calcio Femminile". Il primo campionato è travagliato, e si chiude con il decimo posto e la retrocessione. Tuttavia, in estate arriva il ripescaggio a completamento degli organici.

Anche la seconda stagione non mancano le difficoltà, soprattutto in avvio: ma un buon finale di campionato e permette al Siena di salvarsi con due giornate di anticipo.
Al terzo anno in B, la società decide di mutare i colori sociali in bianco-nero. Pur orfane di giocatrici importanti, le senesi si impongono fra le protagoniste del proprio girone, ottenendo con tre giornate d'anticipo la vittoria e la conseguente promozione in Serie A2.

L'esordio in A2, dopo un'ottima partenza, si chiude con un buon sesto posto. Andamento analogo si registra nell'anno successivo.

### La Serie A non disputata
Al terzo anno, la squadra bianconera si muove molto sul mercato, costruendo una rosa ambiziosa. Il campionato si rivela difatti una sfida a due con la Grifo Perugia. Tuttavia, dopo un intenso testa a testa, la squadra guidata da Oliviero Montanelli subisce una flessione nel finale, con tre sconfitte consecutive che consegnano il campionato alle umbre e costringono le bianconere a guardarsi dal ritorno della Molassana Boero; il tecnico dà le dimissioni e viene sostituito in panchina da Giacomo Migliorini, con il quale il Siena centra all'ultima gara di campionato l'accesso ai play off.
Partite come sfavorite nella competizione, le senesi estromettono la Res Roma al termine di una sfida estenuante, terminata 1-1 e vinta dopo undici tiri di rigore grazie alla trasformazione del portiere Mazzola. Nella finale contro la quotatissima Fiamma Monza, le bianconere giocano una gara di rimessa, trovando al 63' il gol della vittoria, in contropiede, con la quarantesima rete in stagione di Jessica Migliorini. 
Tuttavia, un mese dopo la vittoria nei play off, la Banca Monte dei Paschi di Siena decide di non rinnovare la sponsorizzazione al Siena Calcio Femminile; la dirigenza si trova così ancora una volta a corto di fondi, ed è costretta a rinunciare alla Serie A.

### Gli ultimi anni
Con le giocatrici di spicco che, dopo la rinuncia al titolo, si accasano altrove, la società senese si iscrive alla serie C con le proprie Juniores, centrando non senza difficoltà la salvezza. Nell'estate del 2013, alcune giocatrici importanti tornano a vestire la maglia del Siena, che sfiora così la vittoria chiudendo il campionato al secondo posto. Il successo arriva comunque nell'anno successivo, con le bianconere che avrebbero diritto a disputare il campionato di Serie B.
Ancora una volta, però, mancano i soldi: nel 2015-2016, la dirigenza rinuncia ad iscrivere la prima squadra, riducendo l'attività alle sole Giovanissime. 
Sono proprio queste ultime a conquistare l'ultimo trofeo ufficiale dell'A.S.D. Siena calcio femminile, portando a casa la Coppa Toscana dopo il successo, in finale, contro l'Empoli Ladies. 
Al termine del campionato, infatti, le residue tesserate confluiscono all'interno del G.S. San Miniato, che già possiede una squadra femminile di Serie C, e proseguono la loro attività in seno a questa società.

## Colori e simboli

### Colori
I colori della maglia del Siena Calcio Femminile erano il bianco e il nero, colori che compongono la balzana, ovvero lo stemma della città, e che hanno da sempre contraddistinto anche la principale società di calcio cittadina, l'AC Siena. Per quanto riguarda la scelta della seconda maglia, i pattern adottati sono variati di anno in anno.

### Simboli ufficiali

#### Stemma
Lo stemma del Siena calcio femminile era uno scudetto incorniciato d'oro, suddiviso all'interno circa a metà dal profilo, in nero, della città di Siena (in cui sono facilmente distinguibili il Duomo e la Torre del Mangia, simboli del potere spirituale e temporale della città). Sulla metà alta, su uno sfondo bianco che, oltre a ricomporre il bianconero della balzana, simboleggia il cielo, campeggia la figura stilizzata di una donna bionda, con lunghi capelli raccolti, che effettua una rovesciata con un pallone da calcio. Questa "rovescia", con questo gesto, il pregiudizio che vuole il calcio uno sport prettamente maschile, alta nel cielo della città.

## Strutture

### Stadio
La società non ha mai disposto di un proprio impianto. In generale, fra i più utilizzati figurano quelli di Acquacalda, San Miniato, Cerchiaia e Uopini.

## Impegno nel sociale
La società senese si è spesso distinta anche fuori dal campo, per le iniziative a scopo benefico e di sensibilizzazione.

### La sponsorizzazione Telethon e il "Calcio solidale"
Nel 2008-2009, la squadra senese ha portato sulla sua maglia il logo di Telethon, e per fare ciò ha effettuato a inizio stagione una donazione di 300.000 euro, con l'aiuto della Banca Monte Dei Paschi di Siena. Nel maggio 2009 viene organizzato un convegno sull'uguaglianza e la dignità delle calciatrici, e contestualmente un triangolare internazionale con il Betlemme e il Princesse, squadra del Burkina Faso. L'intero ricavato dell'evento viene devoluto ad AVIS, AISM, Telethon e UNICEF.

### La visita al reparto pediatria delle Scotte
Il 21 dicembre 2010, con la collaborazione della Polizia e della Questura di Siena, le calciatrici e lo staff al completo hanno fatto visita ai bambini ricoverati nel reparto di Pediatria del Policlinico le Scotte, donando ad ogni bimbo un pallone riportante gli stemmi di Polizia, Questura e Siena calcio femminile.

## Settore giovanile
Alcuni risultati di rilievo sono stati riportati, negli anni, anche dalle squadre del settore giovanile.
La squadra Primavera è arrivata, nel 2009-2010, a un soffio dalla qualificazione alla fase nazionale, ottenuta alla fine dal Primadonna Firenze. 
Con la creazione del Campionato Nazionale Juniores per le squadre regionali, il Siena ha rappresentato per tre anni consecutivi, dal 2013 al 2015, la Toscana alle fasi finali, uscendo sconfitta in tutti e tre i casi in semifinale.
La squadra ha infine vinto per due volte la Coppa Toscana Under 15, nel 2011 (come Circolo Carlo Serafini Siena Calcio Femminile) e nel 2016.

## Il Siena calcio femminile nella cultura di massa
La società viene citata nel libro "Donne e Sport", edito da Pascal editrice che ripercorre un po' le tappe dei lavori durante la manifestazione del 29 e 30 maggio 2009.

All'indomani della promozione in Serie A, alle bianconere è stato dedicato un sonetto da Beppe Pallini, noto autore di sonetti in vernacolo senese.

## Allenatori e presidenti
| Allenatori - ? Giovanna Giovannoni - ?-gen. 2007 Walter Parrini - set. 2006-giu. 2008 Filippo Manciaracina - ago. 2007-gen. 2008 Laura Sonatori - gen.-set. 2008 Bruno Rossi - set. 2008-mag. 2009 Roberto Volpi - mag.-nov. 2009 Maurizio Bongi - nov. 2009-apr. 2012 Oliviero Montanelli - apr.-giu. 2012 Giacomo Migliorini - set. 2012-mag. 2013 Nevio Piccinelli - ago. 2013-set. 2015 Luca Bonelli - set. 2015-mag. 2016 Valentina Fambrini | Presidenti - 2005-2006 Andrea Castellini - 2006-2011 Giacomo Rossi - 2011-2016 Massimo Landozzi |

## Palmarès
- Serie A2 (calcio femminile): 1

2011-2012
- Serie B (calcio femminile): 1

2008-2009
- Serie C (calcio femminile): 2

2006-2007, 2014-2015

### Altri piazzamenti
- 2 Coppa Toscana Giovanissime (2010-2011, 2015-2016)

## Statistiche

### Prima squadra
Miglior piazzamento: 2° in Serie A2 2011-2012

Migliore Vittoria: Siena-Casentino 14-1, (Serie C 2013-2014)

Peggiore sconfitta: Pisa-Siena 13-1 (Serie C 2012-2013)

Partita con più gol: 15 (Siena-Casentino 14-1, Serie C 2013-2014)

Miglior striscia di vittorie: 6 (dal 29 gennaio al 18 marzo, Serie A2 2011-2012); (dal 15 dicembre 2013 al 9 febbraio 2014, Serie C

Capocannoniere in una stagione: Jessica Migliorini 40 gol (Serie A2 2011-2012)

Capocannoniere in una partita: Benedetta Aldinucci, Jessica Migliorini 5 gol (Bellaria Cappuccini-Siena 1-13, Coppa Toscana 2005-2006;Siena-Casentino 14-1, Serie C 2013-2014)

Gol più giovane di sempre in Prima Squadra: Serena Ceci, 14 anni 4 mesi 23 giorni (Siena-Free Sisters 3-1, Serie B, 25 novembre 2007)

Record di presenze: Valentina Fambrini (nove stagioni con la maglia del Siena)

Record di età in Serie B: Patrizia Gennai, 45 anni 5 mesi 6 giorni (Anspi Marciano-Siena 3-1, 17 maggio 2009)

Più giovane esordio in Serie A2: Ilaria Presentini, 14 anni 9 mesi 9 giorni (Siena-Ariete Calcio 2-0, 14 febbraio 2010)